# Didymella pachyspora
Didymella pachyspora är en svampart som beskrevs av E. Bommer, M. Rousseau & Sacc. 1891. Didymella pachyspora ingår i släktet Didymella, ordningen Pleosporales, klassen Dothideomycetes, divisionen sporsäcksvampar och riket svampar.   Inga underarter finns listade i Catalogue of Life.